# Vaulion
Vaulion is een plaats en gemeente in het Zwitserse kanton Vaud en maakt deel uit van het district Jura-Nord vaudois.
Vaulion telt 457 inwoners.

## Geschiedenis
De gemeente maakte deel uit van het district Orbe tot dit in 2008 werd opgeheven.